# Галкин, Борис Андреевич
Борис Андреевич Галкин (15 сентября 1915 года—?) — единственный человек, дезертировавший с подводной лодки, находящейся в боевом походе в годы Великой Отечественной войны.

## Биография
Борис Андреевич Галкин родился 15 сентября 1915 года в городе Москва. Образование среднее школьное. До призыва в январе 1937 года работал слесарем на «Электрозаводе» и на заводе имени Орджоникидзе. Призван непосредственно на Балтийский флот и попал в школу подводного плавания. Член ВКП(б) с 1942 года, после 6-месячного обучения был направлен на подводную лодку Щ-301, а в 1940 году переведен на подводную лодку «Щ-303», участник трёх боевых походов, был награжден орденом Красного Знамени (15.08.1942), орденом Отечественной войны I степени (18.12.1942) и орденом Красной Звезды (24.04.1943).
В мае 1943 года «Щ-303» находилась в боевом походе. В 15 часов 35 минут 21 мая на подлодке, находившейся в районе острова Вульф (Аэгна), обнаружили корабли противника. Вахтенный офицер Г. Н. Магрилов пошел доложить об этом командиру, а оставшийся один в центральном посту старшина группы трюмных машинистов гвардии главный старшина Борис Андреевич Галкин задраил переборочные двери, заперев экипаж, а дверь в выгородку радиостанции, где находились старшина радистов Алексеев и гидроакустик Мироненко, прижал ящиком. Затем подал в цистерны воздух высокого давления. Лодка всплыла. Галкин предложил по переговорной трубе командиру и экипажу сдаваться и, отдраив верхний рубочный люк, выбрался на палубу, предварительно прихватив с собой в наволочке всю секретную документацию, хранившуюся на центральном посту. Выбравшись на палубу, водрузив белую простыню на стойку антенны, стал размахивать бушлатом над головой, привлекая к себе внимание находившихся примерно в 2 милях кораблей противника. Алексеев и Мироненко смогли открыть запертую переборочную дверь, и экипаж подлодки произвёл экстренное погружение. Противолодочные катера противника подобрали из воды Галкина и произвели сбрасывание глубинных бомб по подлодке.
Был допрошен в отделении абвера «Ревель». Сохранился протокол допроса от 19.6.1943.
Иван Травкин в своей книге «Всем смертям назло» писал, что когда советские войска вступили в Германию, Галкин попал в руки советского правосудия и «получил по заслугам».